# رنه استرلر
رنه استرلر (انگلیسی: René Strehler؛ زادهٔ ۱۳ آوریل ۱۹۳۴) دوچرخه‌سوار اهل سوئیس است.
وی در مسابقات کشوری و بین‌المللی در مجموع برندهٔ ۱ مدال نقره شده‌است.